# Juncus brachyphyllus
Juncus brachyphyllus är en tågväxtart som beskrevs av Karl McKay Wiegand. Juncus brachyphyllus ingår i släktet tåg, och familjen tågväxter. Inga underarter finns listade i Catalogue of Life.